# Minoa murinata
Minoa murinata är en fjärilsart som beskrevs av Giovanni Antonio Scopoli 1763. Minoa murinata ingår i släktet Minoa och familjen mätare. Inga underarter finns listade i Catalogue of Life.

## Bildgalleri

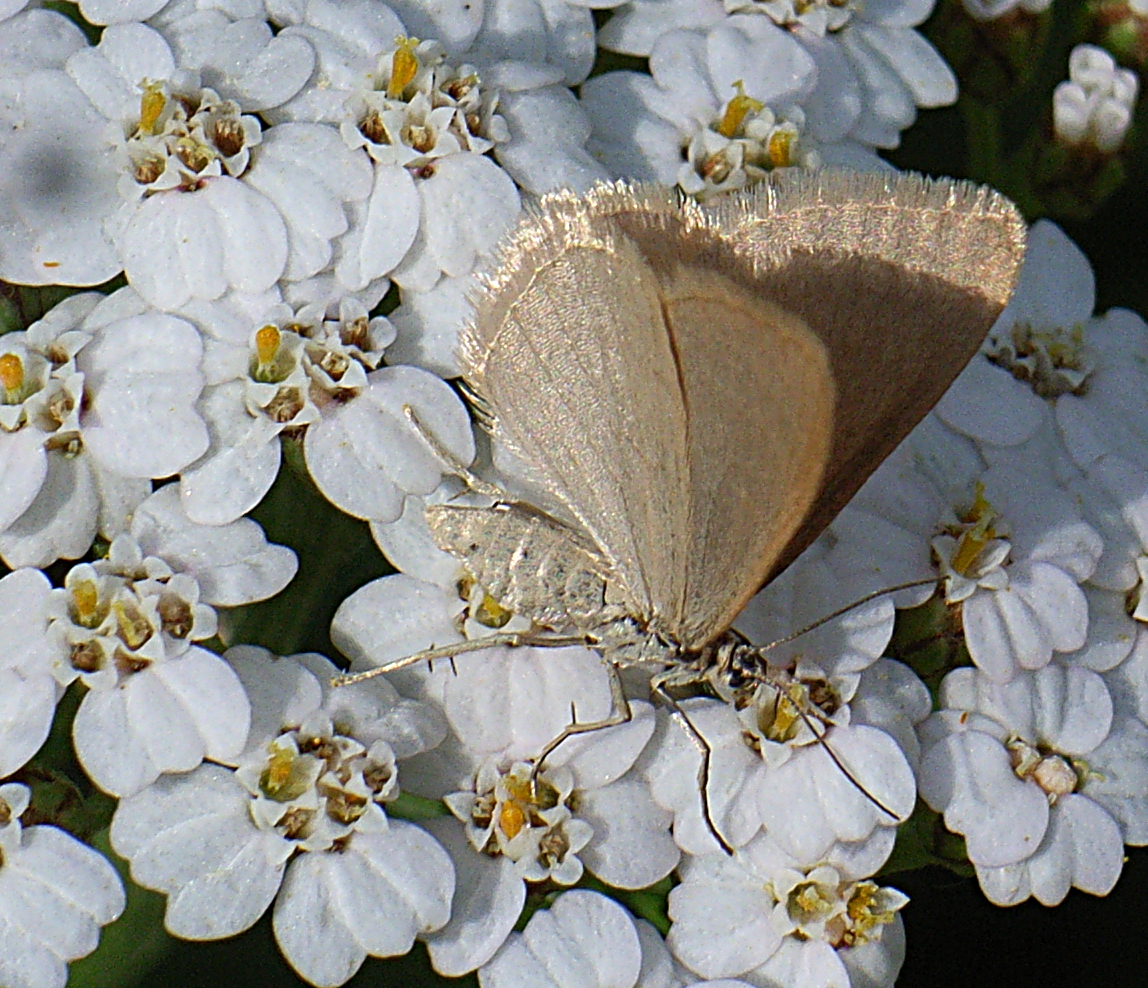
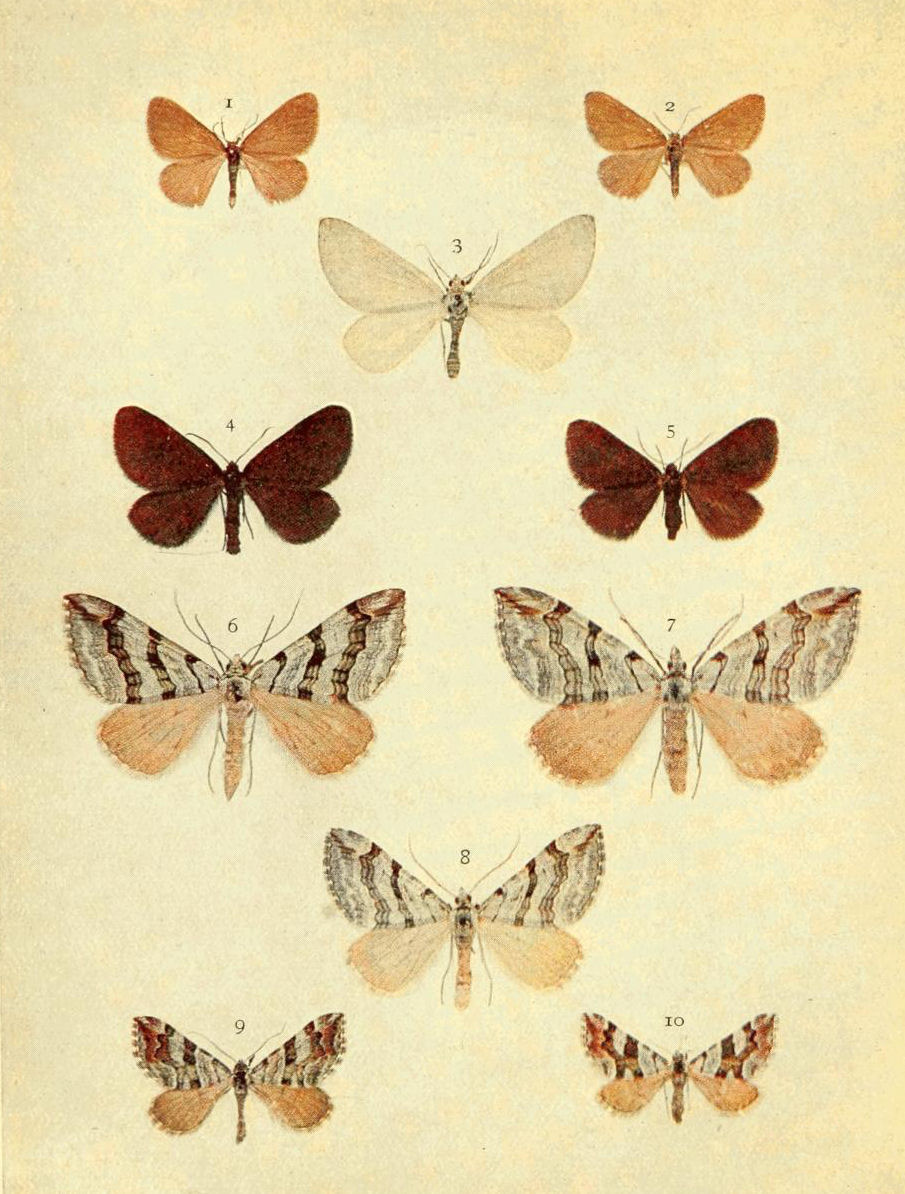